# 魔法少女ルキフェル桜花
『魔法少女ルキフェル桜花』は2012年9月21日にBLACK Lilithより発売された18禁のパソコンゲーム（アダルトゲーム）ソフトである。

## あらすじ
上代桜花は触手が少女を犯して食べるところを目撃しているところを、謎のぬいぐるみに槍型のペンダントを渡される形で助けられる。
桜花も触手に襲われかけたとき、そのペンダントは槍に変形した。槍を扱ったことがなかった彼女だったが、なぜかうまく使いこなせ、触手を倒した。
そのあと彼女は気絶した。
気が付くと、あのペンダントは彼女の手元にあり、ぬいぐるみがそばにいた。

## 登場人物
上代 桜花（かみしろ おうか）
声 - 民安ともえ
主人公。明るい性格だが、異性を苦手としている。魔法少女としての使用アーティファクトは「ルキフェル」。
氷上 瀬璃（ひかみ せり）
声 - 片倉ひな
桜花のクラスメートだが、桜花とはあまり交流がない。クールな見た目と貧乳故男子生徒からの人気は高い。無口だが、親しくなると態度が柔らかくなる。
自己犠牲が強いため、独断で行動することが多い。魔法少女としての使用アーティファクトは「ベヒーモス」
綾乃瀬 なつめ（あやのせ なつめ）
声 - 三十三七
桜花のクラスの委員長で、生徒会長。面倒見がよく、落ち着き払った性格。瀬璃とは対照的に巨乳である。魔法少女としての使用アーティファクトは「ジズ」。
リナリア＝フェーデルハイド
声 - 蒼桐かこ
桜花の親友で、正義感が強い。名門貴族の家柄故少々浮世離れしている。伝統に縛られることを嫌い、実家を飛び出し、家の影響が及ばぬ日本で留学している。彼女もまた巨乳である。
アル
アーティファクトの開発者。見た目は黒いネクタイをしたピンクの熊のぬいぐるみ。

## 用語
アーティファクト
アルが開発した対ナイトメア用兵器。ただし、魔法によるものではなく、高度に発達した科学によるものである。

## スタッフ
- 企画 - 巫浄スウ
- 監督 - 巫浄スウ
- 原作 - フレーム
- シナリオ - フレーム、桃野衿(サブ)
- 原画 - のぶしと
- 音楽 - 溝口哲也